# Troisième circonscription de Tokyo
La troisième circonscription de Tokyo (東京都第3区, Tōkyō-to dai-san-ku) est l'une des trente circonscriptions législatives que compte la préfecture métropolitaine de Tokyo.

## Description géographique
Entre 1994 et 2017, la troisième circonscription de Tokyo regroupait l'arrondissement spécial de Shinagawa, une partie de l'arrondissement d'Ōta et les sous-préfectures d'Ōshima, Miyake, Hachijō et Ogasawara.
Entre 2017 et 2022, elle couvrait une partie des arrondissements de Shinagawa et Ōta et les sous-préfectures d'Ōshima, Miyake, Hachijō et Ogasawara.
Depuis 2022, elle comprend l'arrondissement de Shinagawa et les sous-préfectures d'Ōshima, Miyake, Hachijō et Ogasawara,.

## Députés
| Législature | Début de mandat | Fin de mandat | Député élu           | Parti politique | Parti politique |
| ----------- | --------------- | ------------- | -------------------- | --------------- | --------------- |
| 41e         | 1996            | 2000          | Shin'ichirō Kurimoto |                 | PLD             |
| 42e         | 2000            | 2003          | Jin Matsubara (ja)   |                 | PDJ             |
| 43e         | 2003            | 2005          | Jin Matsubara (ja)   |                 | PDJ             |
| 44e         | 2005            | 2009          | Hirotaka Ishihara    |                 | PLD             |
| 45e         | 2009            | 2012          | Jin Matsubara        |                 | PDJ             |
| 46e         | 2012            | 2014          | Hirotaka Ishihara    |                 | PLD             |
| 47e         | 2014            | 2017          | Hirotaka Ishihara    |                 | PLD             |
| 48e         | 2017            | 2021          | Hirotaka Ishihara    |                 | PLD             |
| 49e         | 2021            | 2024          | Jin Matsubara        |                 | PDC             |
| 50e         | 2024            | -             | Hirotaka Ishihara    |                 | PLD             |